# 石生蒲桃
石生蒲桃（学名：Syzygium saxatile）为桃金娘科蒲桃属的植物，为中国的特有植物。分布于中国大陆的云南等地，多生长于峡谷溪旁，目前尚未由人工引种栽培。